# فريديريك جيرار
فريديريك جيرار (بالفرنسية: Frédéric Gérard)‏ هو عالم نبات فرنسي، ولد في 1806، وتوفي في 1857.